# Práctica profesional
La práctica profesional es el conjunto de actividades realizadas por alguien (denominado "practicante") que se encuentra trabajando de forma temporal en algún lugar, poniendo especial énfasis en el proceso de aprendizaje y entrenamiento laboral. Los practicantes suelen ser estudiantes universitarios, aunque en algunos casos también pueden ser estudiantes de preparatoria, o bien adultos de posgrado en búsqueda de la adquisición de habilidades útiles para desarrollar una carrera profesional o técnica. Las prácticas profesionales proveen oportunidades para los estudiantes, puesto que les permiten ganar experiencia en el ámbito laboral, determinar si poseen un interés en alguna carrera en particular, crear una red de contactos, o bien ganar méritos de tipo escolar. Las prácticas también proveen a los patrones de mano de obra barata o gratuita, útil para la realización de tareas sencillas. De igual forma, también ayudan a ir identificando practicantes proclives a ser contratados por la compañía una vez que hayan terminado su educación, con la ventaja de que requerirían muy poco o ningún entrenamiento.
Las prácticas profesionales pueden ser pagadas, parcialmente pagadas (en una forma simbólica), o bien no contar con remuneración alguna. Comúnmente, las prácticas profesionales que reciben salario son aquellas del ámbito médico, arquitectónico, ingenieril, legal, tecnológico y de mercadotecnia. Es común que las prácticas realizadas en organizaciones sin ánimo de lucro no sean pagadas. Las prácticas profesionales pueden ser de medio tiempo o de tiempo completo: usualmente son de medio tiempo cuando el estudiante se encuentra tomando clases, mientras que son de tiempo completo durante el verano. Suelen tener una duración de 6 a 12 meses, pero pueden ser de mayor o menor duración.
Los lugares disponibles para realizar prácticas profesionales son provistos por las empresas, departamentos gubernamentales, grupos sin ánimo de lucro, y organizaciones de diversas índoles. Debido a reglas con impacto en el ámbito laboral, las prácticas profesionales realizadas en Europa son, generalmente, no remuneradas. A pesar de ello, la realización de prácticas en tales países no deja de ser popular entre los no europeos, para tener la oportunidad de ganar un fogueo a nivel internacional (que se pudiera presentar en un futuro en un curriculum vitae), o bien para mejorar las habilidades lingüísticas de algún idioma extranjero.

## Tipos de prácticas profesionales
Las prácticas profesionales pueden tener diferentes configuraciones. En los Estados Unidos de América, existen principalmente dos tipos de prácticas profesionales:
1. Prácticas de experiencia laboral: Se llevan a cabo generalmente en el segundo o tercer año del grado escolar que se esté cursando. El practicante puede ser asignado a las prácticas laborales durante un lapso que puede tener una duración desde dos meses hasta un año escolar completo. Se espera que, durante tal período, el estudiante ponga en práctica todos sus conocimientos adquiridos en la escuela. De esta forma, el estudiante adquiere experiencia laboral en su campo de interés, que puede ser de utilidad durante el último año de estudio.
2. Prácticas de investigación o disertación: Son realizadas de forma mayoritaria por estudiantes que se encuentran en su último año de estudio. Mediante la realización de estas, el estudiante realiza diversas investigaciones para una compañía en particular. El tópico de investigación puede surgir a partir de algún aspecto que la compañía considera como propicio para ser mejorado, o bien mediante un acuerdo entre estudiante y la compañía. Los resultados del estudio pueden ser añadidos a un reporte y presentados de manera pública.